# Калитин, Николай Романович
Николай Романович Калитин (1 июня 1940, Якутская АССР — 12 июля 2024) — эвенкийский поэт, прозаик, литературный критик. Член СП Российской Федерации с 1994 г., заместитель председателя правления Союза писателей Якутии, заслуженный работник культуры Республики Саха (Якутия), почётный гражданин Хангаласского улуса Республики Саха (Якутия).

## Биография
Родился на реке Буотама недалеко от с. Джекомда (якут. Дьэкэмдэ) Хангаласского улуса. Вырос в семье кочующего охотника-оленевода. В детстве мечтал стать охотником-профессионалом, но вместо этого окончил Литературный институт им. А. М. Горького и стал профессиональным писателем. «Сбылась ли моя мечта? — пишет Н. Калитин. — Да, хотя и не стал охотником. Все святое, все светлое в жизни эвенков, их добрые обычаи, мечты, их счастье стали главной темой моего творчества».
Был заведующим клубом, длительное время работал в органах местной и государственной власти — от сельсовета до Верховного Совета республики.  Работал вице-президентом Ассоциации народов Севера Якутии.
Свои стихи впервые напечатал в 1958 г. в районной газете «Знамя Советов». Первую книгу «Эркээйи» («Таежные метки») издал в 1978 г. Печатался в республиканских и центральных журналах, коллективных сборниках, «Литературной газете», еженедельнике «Литературная Россия» и других изданиях. Его произведения переводились на русский, казахский и английский языки. Н. Калитин успешно работал и в жанре прозы, писал критические статьи.
2011 г. — обладатель Большой литературной премии России.
Умер 12 июля 2024 года в возрасте 84 лет.
Трудовая деятельность:
1958 г. - 1959 г. — рабочий предприятия коммунального хозяйства в г. Покровске.
1959 г. - 1964 г. — служба в рядах Советской армии.
1964 г. - 1965 г. — заведующий V мальжагарским сельским клубом.
1965 г. - 1967 г. — работник типографии им. Гагарина.
1967 г. - 1969 г. — работник ЖКО "Холбос".
1969 г. - 1969 г. — участковый инспектор рыбоохраны "Якутрыбвода".
1969 г. - 1971 г. — охотовед Управления охотничьего хозяйства ЯАССР.
1971 г. - 1974 г. — управляющий домоуправлением ЯФ СО АН СССР.
1974 г. - 1977 г. — старший инспектор бюро по учету и распределению жилого фонда Якутского горисполкома.
1977 г. - 1990 г. — заведующий протокольной частью Президиума Верховного Совета Якутской АССР.
1989 г. - 1998 г. — вице-президент Ассоциации народов Севера.
1998 г. — заместитель председателя правления Союза писателей Якутии
2011 г. - 2013 г. — заместитель председателя Общественной палаты Республики Саха (Якутия)
В начале 1990-х годов Калитин стал одним из инициаторов создания Ассоциации народов Севера, объединившей различные общины для защиты их прав и интересов. Эта организация сыграла ключевую роль в закреплении земель в условиях активного освоения природных ресурсов региона. Активно выступая за права эвенкийских общин, в том числе проживающих на территории национального парка “Ленские столбы”, Николай Романович добился возможности для общин управлять своими землями. Благодаря его усилиям общины не только сохранили свой традиционный уклад жизни, но и укрепили свои права на землю. Это стало основой для интеграции традиционных эвенкийских знаний в управление природными ресурсами парка, что послужило примером успешного взаимодействия между государством, местными общинами и общественными организациями.